# Charles François Bernard
Pour les articles homonymes, voir Bernard.
Charles François Bernard est un homme politique français né le 1er février 1812 à Bourg-en-Bresse (Ain) et décédé le 1er mars 1890 à Bourg-en-Bresse.
Fils de Pierre Marie Bernard, député de l'Ain sous la Monarchie de Juillet, il est maire de Bourg-en Bresse. Il est représentant de l'Ain de 1871 à 1876, siégeant au centre-gauche.

## Sources
- « Charles François Bernard », dans Adolphe Robert et Gaston Cougny, Dictionnaire des parlementaires français, Edgar Bourloton, 1889-1891 [détail de l’édition].